# 293383 Maigret
293383 Maigret è un asteroide della fascia principale. Scoperto nel 2007, presenta un'orbita caratterizzata da un semiasse maggiore pari a 3,1000166 UA e da un'eccentricità di 0,0690923, inclinata di 7,70531° rispetto all'eclittica.
L'asteroide è dedicato al commissario Maigret, personaggio letterario.